# Paya (ort i Colombia, Boyacá, lat 5,62, long -72,42)
Paya är en ort i Colombia.   Den ligger i departementet Boyacá, i den centrala delen av landet, 220 km nordost om huvudstaden Bogotá. Paya ligger 984 meter över havet och antalet invånare är 336.
Terrängen runt Paya är bergig norrut, men söderut är den kuperad. Paya ligger nere i en dal. Runt Paya är det mycket glesbefolkat, med 5 invånare per kvadratkilometer. Närmaste större samhälle är Labranzagrande, 18,1 km väster om Paya. I omgivningarna runt Paya växer huvudsakligen savannskog.